# Манахимов, Лев Яковлевич
Лев Яковлевич Манахимов (17 сентября 1950, Дербент, Дагестанская АССР, РСФСР, СССР — 14 августа 2021, Москва, Россия) — советский и российский хореограф и режиссёр. Руководитель Горско-еврейского театра (2004—2021). Заслуженный деятель искусств Российской Федерации.

## Биография
Родился в Дербенте. Творческая жизнь Манахимова началась с обучения в детстве игре в духовом оркестре. Также он в детстве увлекался автомоделированием, мечтал стать автоконструктором. В 16 лет начал заниматься танцами, попал к хореографу Казиму Манафову. За год обучения танцам Лев Манахимов, представлял национальную хореографию наряду со старожилами ансамбля. Стал совершенствоваться в танцах в культпросветучилище на отделении хореографии. После прохождения службы в Советской армии окончил Государственный институт театрального искусства в Москве, танцевал в ансамбле «Русский сувенир» при Московском государственном университете им. Ломоносова. В 2004 году пришёл руководителем в Горско-еврейский театр в Дербенте. В Дербенте жил на ул. Канделаки. Считался в городе лучшим учителем лезгинки. Работал руководителем хореографического центра эстетического воспитания «Пируэт». В августе 2021 года заболел коронавирусом. Лев Манахимов был перевезён для лечения из Дербента в Москву, где он скончался от осложнение из-за коронавирусной инфекции. Похоронен был 16 августа 2021 года за пределами Дагестана, в Израиле. 16 августа 2021 года в Дербенте во дворе муниципального горско-еврейского театра состоялся траурный митинг в связи с кончиной Льва Манахимова. 

## Звания и награды
- Почетный гражданин города Дербент;
- Лауреат ордена «Достояние Дербента»
- Заслуженный деятель искусств Дагестана;
- Заслуженный деятель искусств Российской Федерации

## Личная жизнь
По национальности — горский еврей. Жена: Маргарита Семёновна Манахимова (20 января 1955—1996) — была дирижёром. Дочь: Жасмин — российская певица. Сын: Анатолий Львович Манахимов, на два года старше Жасмин.

## Наследие
- В 2021 году, Дербентский театр был переименован в Муниципальный горско-еврейский театр имени Льва Яковлевича Манахимова.
- 17 сентября 2022 года в Дербенте во дворе центра детского творчества «Жасмин» состоялось открытие памятника  Льву Яковлевичу Манахимову[10].